# Kálmán Kovács
Kálmán Kovács (11 de setembre de 1965) és un antic futbolista hongarès de la dècada de 1990.
Destacà a clubs com Budapest Honvéd, AJ Auxerre o R. Antwerp F.C..
Fou internacional amb la selecció d'Hongria, amb la qual disputà la Copa del Món de futbol de 1986.

## Palmarès
Budapest Honvéd
- - Lliga hongaresa de futbol: 1984, 1985, 1986, 1988, 1989
  - Copa hongaresa de futbol: 1985, 1989

APOEL
- - Lliga xipriota de futbol: 1996
  - Copa xipriota de futbol: 1996
  - Supercopa xipriota de futbol: 1996